# Пивинский, Антон
Антон Пивинский (нем. Anton Piwinski) — немецкий учёный, специалист в области физики ускорителей.

## Биография
Родился в 1934 году в Арнсберге, после окончания средней школы поступил в Рейнско-Вестфальский технический университет Ахена, где сперва изучал электротехнику, но закончил с дипломом по специальности физика в 1963 году. Работал два года в компьютерной отрасли, но в 1966 году перешёл в лабораторию DESY в Гамбурге, где проработал до выхода на пенсию в 1999 году. В 1970 года защитил диссертацию в Гамбургском университете на тему "Потери частиц в накопителях электронов и позитронов вследствие флуктуаций сихротронного излучения" (Teilchenverluste in Elektronen- und Positronenspeicherringen durch Streuung der Synchrotronstrahlung). В DESY участвовал в разработке кольцевых коллайдеров DORIS, PETRA и HERA. В 1984-86 годах работал в ЦЕРНе, занимаясь расчётами для Большого электрон-позитронного колладера (LEP), в 1990-91 годах работал вамериканской национальной лаборатории SLAC по проекту B-фабрики, асимметричного электрон-позитронного коллайдера PEP-II.

## Научная деятельность
В 1973 году на рабочем совещании в Италии заинтересовался явлением внутрисгусткового рассеяния (IBS), схожего с эффектом Тушека, к этому моменту подробно изученного Бруно Тушеком, но влияющего не на выбывание частиц из пучка, а на диффузию его эмиттанса. Пивинский первым разработал теорию внутрисгусткового рассеяния, впоследствии развитую американскими физиками Бьёркеном и Мтингвой. Эта теория лежит в основе численных кодов, моделирующих динамику частиц в интенсивных пучках. Кроме того Пивинский внёс важный вклад в изучение эффектов встречи, связи продольного и поперечного движения частиц (синхро-бетатронные резонансы).
Изучая эффекты встречи в коллайдерах с пересечением пучков под углом, Пивинский ввёл в обращение параметр, характеризующий степень перекрытия сгустков при столкновении, получивший впоследствии известность как угол Пивинского (Piwinski angle): {\displaystyle \varphi ={\frac {\sigma _{z}}{\sigma _{x}}}tg(\theta /2)\approx {\frac {\sigma _{z}\theta }{2\sigma _{x}}}}, где θ — полный угол пересечения пучков, σz, σx — продольный и поперечный размеры пучка, соответственно. Параметр стал активно использоваться в публикациях после предложения Панталео Раймонди в 2008 году для проекта SuperB концепции крабовой перетяжки (crab waist).

## Награды
- Премия USPAS[нем.] (2005)
- Премия Роберта Уилсона (2017)

## Публикации
- A. Piwinski. Synchrotron oscillations in high-energy synchrotrons // Nucl.Instrum.Meth. — 1969. — Т. 72, вып. 1. — С. 79-81. — doi:10.1016/0029-554X(69)90269-9.
- A. Piwinski. Space charge effect with crossing angle // Nucl.Instrum.Meth. — 1970. — Т. 81, вып. 1. — С. 199-200. — doi:10.1016/0029-554X(70)90631-2.
- A. Piwinski. Intra-beam-Scattering // Proc. HEACC'74. — 1974. — С. 405-409.
- A. Piwinski. Satellite Resonances Due to Beam-Beam Interaction // IEEE Trans.Nucl.Sci. — 1977. — Т. 24, вып. 3. — С. 1408-1410. — doi:10.1109/TNS.1977.4328960.
- A. Piwinski. Observation of Beam-Beam Effects in PETRA // IEEE Trans.Nucl.Sci. — 1979. — Т. 26, вып. 3. — doi:10.1109/TNS.1979.4330764.
- Anton Piwinski, James D. Bjorken, and Sekazi K. Mtingwa. Wilson Prize article: Reflections on our experiences with developing the theory of intrabeam scattering // Phys. Rev. Accel. Beams. — 2018. — Т. 21, № 114801. — doi:10.1103/PhysRevAccelBeams.21.114801.